# Doeringiella bizonata
Doeringiella bizonata là một loài Hymenoptera trong họ Apidae. Loài này được Holmberg mô tả khoa học năm 1886.